# Bürglaß-Schlösschen

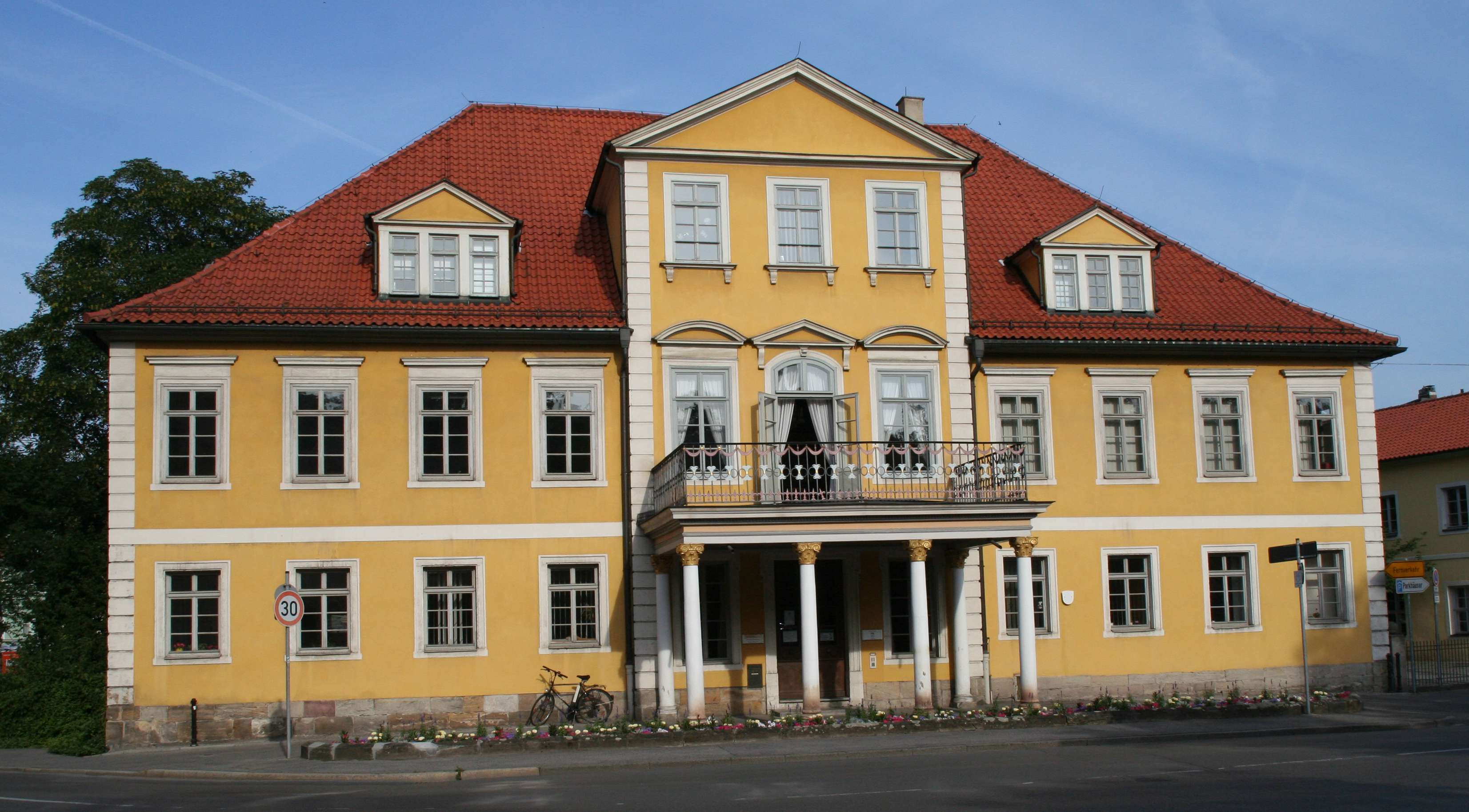
Bürglaß-Schlösschen in Coburg

An der Straße Oberer Bürglaß, gegenüber der Rückseite des Landestheaters in Coburg, steht der klassizistische Bau des Bürglaß-Schlösschens aus dem 18. Jahrhundert, der bis in die 1950er Jahre Bulgaren-Schlösschen oder auch Augusten-Palais genannt wurde. Es diente Zar Ferdinand von Bulgarien nach seiner Abdankung 30 Jahre lang bis 1948 als Wohnsitz. Heute wird das Schloss als Standesamt benutzt.

## Geschichte

### Ursprungsbau
Bevor das heutige Schlösschen zwischen der Straße Oberer Bürglaß und dem Theaterplatz erbaut wurde, standen an gleicher Stelle zwei Häuser, die zu einem größeren Areal (auch Gottsmannshausen genannt) gehörten, das 1572 die Familie Gottsmann aus Neuhaus am Rennweg erworben hatte. 1611 fiel das Grundstück der Landesherrschaft heim. Herzog Friedrich Wilhelm von Sachsen-Gotha-Altenburg verkaufte das Haus 1652 dem Hauptmann Georg von Bachstedt. 1721 wurde es von Dietrich von Henniges auf Rothenhof erworben. Der veräußerte es 1734 an die verwitwete Herzogin Elisabeth Sophia von Sachsen-Coburg-Meiningen, die es 1737 dem Kaufmann Friedrich Matthäus Scheler verkaufte. 1757 durfte Erbprinz Ernst Friedrich das Anwesen als herrschaftliches Haus nutzen. 1794 erwarb Prinz Friedrich Josias das Areal und veranlasste den kompletten Umbau der beiden Gottsmannshäuser zum Bürglaßschlösschen in seiner heutigen Form.

### Neubau
Generalfeldmarschall Prinz Friedrich Josias war der jüngste Sohn des Herzogs Franz Josias. Friedrich Josias hatte 1794 trotz vieler militärischer Erfolge nach Spannungen mit dem Kanzler des Kaisers Franz II., in dessen Diensten er stand, verbittert um seine Entlassung ersucht. Das neue Schloss sollte ihm als Alterssitz dienen. Nach nur zehnmonatiger Bauzeit konnte er sein Domizil beziehen.
Das von einem hoch aufragenden Walmdach bedeckte Gebäude im Stil des Klassizismus ist eigentlich ein schlichter zweistöckiger Bau auf rechteckigem Grundriss. Die geschickte Gliederung beider Längsfronten durch weit in das Dach ragende dreigeschossige Mittelrisalite und zwei aufgesetzte Zwerchgiebel auf jeder Seite lassen das Schlösschen wohl proportioniert erscheinen. Über dem Haupteingang an der Straßenseite ruht auf vier Säulen ein mächtiger Balkon, der so eine offene Anfahrtshalle bildet. Im Dreiecksgiebel des Mittelrisalits ließ Prinz Josias die lateinische Inschrift Per actis laboribus (Nach getaner Arbeit) anbringen, die später wieder entfernt wurde. In den Vorraum zum Treppenhaus im Inneren des Schlösschens setzte der unbekannte Architekt ein säulengetragenes Rondell als überraschendes Stilmittel. Im ersten Stock ließ Josias einen Empfangssaal einrichten, der durch plastisch gemalte Pilaster gegliedert wird. Zwei halbrunde Nischen für Empire-Öfen werden von Stuckreliefs gekrönt. Optisch erweitert wird der Raum durch seine Wandverkleidungen mit fein auf Leinwand gemalten Landschaften und antiken Ruinen.
Während seines Ruhestands in Coburg bewahrte Prinz Josias durch geschickte Verhandlungen die Stadt vor Plünderungen, als 1806 der französische General Augereau seine napoleonischen Truppen in der Stadt einquartieren ließ. Die Gespräche wurden im Empfangssaal des Schlosses geführt.
Nach Josias Tod 1815 ging das Anwesen wieder in das Eigentum des Herzogshauses Sachsen-Coburg über. Ab 1816 nutzte die Herzogin Auguste das Schlösschen als Witwensitz, was zur Bezeichnung Augusten-Palais führte. 1842/43 folgten größere Umbauten für Ferdinand von Coburg-Koháry, aus der katholischen Linie des Herzoghauses, zur Nutzung als Coburger Wohnung. Der Bruder Prinz August von Coburg-Koháry und seine Frau Clementine von Orleans nutzten schließlich zeitweise das Palais.
Inzwischen entstand 1840 in unmittelbarer Nachbarschaft das Hoftheater, dessen Bau dem ansehnlichen Vorgarten etliche Meter kostete. 1902 erwarb Prinz Philipp das Augusten-Palais, in dem er seine letzten Jahre lebte und 1921 starb. Neuer Eigentümer wurde sein Neffe Prinz Cyrill, ehe 1925 der Vater Ferdinand, Zar von Bulgarien bis 1918, der bislang in der Zaren-Villa im Hofgarten lebte, das Schloss übernahm. Das erhielt in der Coburger Bevölkerung nun schnell den Namen Bulgaren-Schlösschen. Ferdinand von Coburg-Kohary wohnte hier bis zu seinem Tod 1948. Danach erst bürgerte sich der Name Bürglaß-Schlösschen ein.

## Josias-Garten

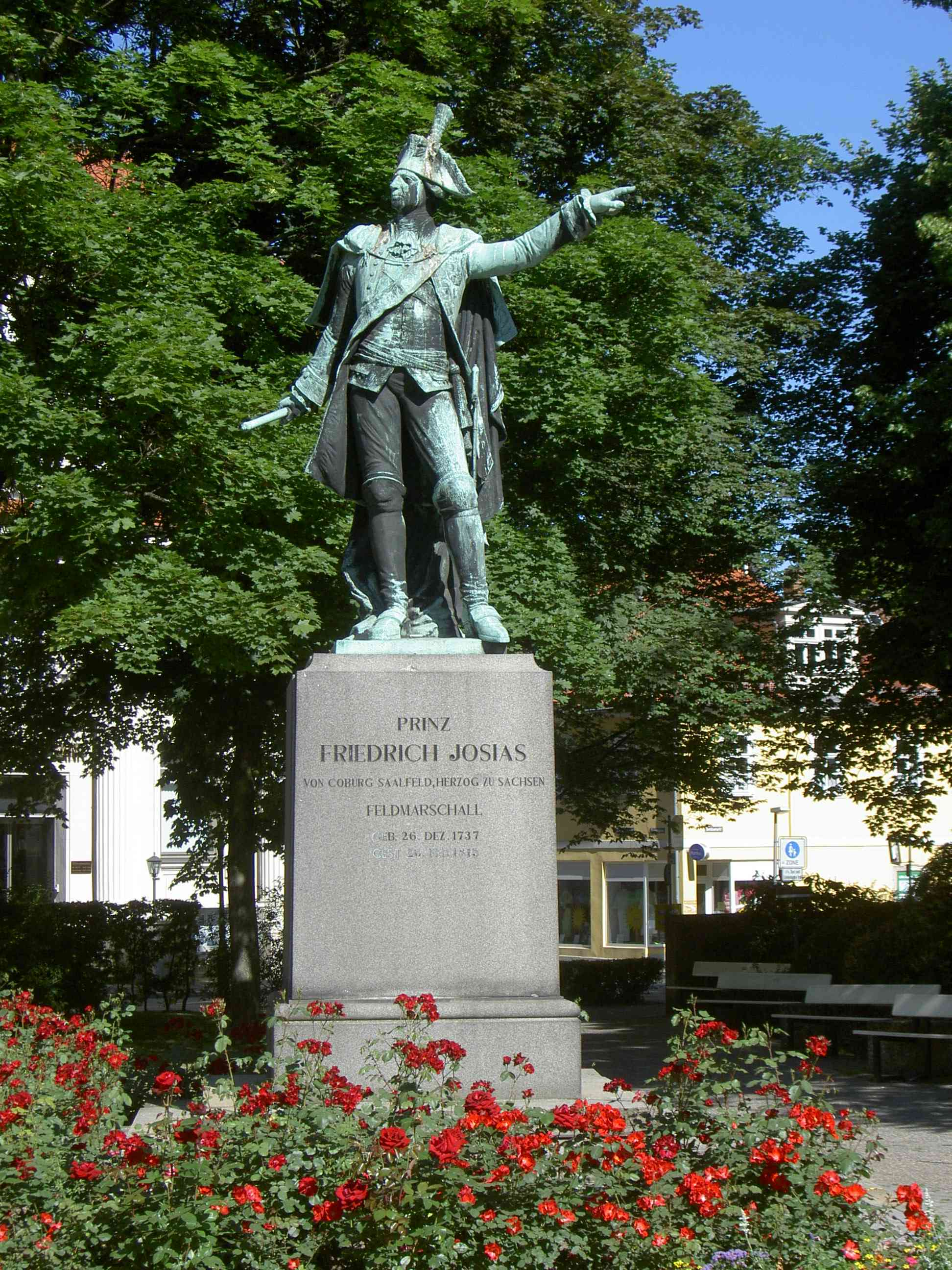
Denkmal von Prinz Friedrich Josias in Coburg

Eine breite Tür im Mittelrisalit der Rückfront des Bürglaß-Schlösschens führt über einige Stufen in den parkähnlichen Garten, den Prinz Josias beim Neubau seines Schlosses anlegen ließ. Der Garten erstreckte sich, da es das Hoftheater, den Schlossplatz und den Theaterplatz noch nicht gab, bis zum Schloss Ehrenburg und straßenseitig bis zum damals noch geradeaus auf das Schloss zulaufenden Oberen Bürglaß. Er war als Landschaftspark mit gewundenen Wegen, Springbrunnen und Sichtachsen angelegt und von einem Zaun umgeben. An seiner Westflanke fand regelmäßig der Fischmarkt statt. Der Josias-Garten, wie der Park nach dem Tod des beliebten Prinzen genannt wurde und heute noch genannt wird, büßte durch die Anlage des Schlossplatzes 1819 und durch den späteren Bau des Hoftheaters und der neuen Straße, die um das Theater herumführt, mehr als drei Viertel seiner Fläche ein. Er wurde nach der Verkleinerung zunächst von einem Mauersockel mit aufgesetztem Zaun umgeben, der ihn zum neuen Theaterplatz hin abgrenzte. Ein von zwei Löwenköpfen flankiertes Gartentor gestattete den Durchgang zum Theaterplatz. 1911 setzten dankbare Bürger dem Prinzen Josias ein überlebensgroßes Denkmal in seinen Garten. Stolz zeigt er, in die Uniform eines k.u.k.-Generalfeldmarschalls gekleidet, mit ausgestrecktem Arm auf sein Schloss. Bei der Enthüllung des Denkmals waren Herzog Carl Eduard, Kronprinz Boris von Bulgarien und der belgische Graf de Mérode anwesend. Heute steht das Denkmal am Übergang der Anlagen des Theaterplatzes zum Josias-Garten.
Während des Zweiten Weltkriegs wurde der kunstvoll geschmiedete Zaun, wie viele andere Zäune in Coburg, abgebaut, da man das Metall für die Rüstungsindustrie benötigte. Nach 1948 wurden auch bis auf wenige Reste der Mauersockel und das nutzlos gewordene Gartentor entfernt. Die Löwenköpfe zieren heute den Gartenzugang des Schlösschens. Im straßenseitigen Gartenteil stand bis 1840 vor dem Haupteingang ein großer Schalenbrunnen, dessen Mittelsäule aus Sandstein in den hinteren Gartenteil versetzt wurde, wo er heute noch steht.

## Heutige Nutzung
Nach 1948 wurde das Schlösschen, das seit 1919 der Stadt gehört, zunächst als Kulissen- und Requisitenlager des benachbarten Landestheaters benutzt. Anfang der 1960er Jahre entschloss sich die Stadt, das Gebäude denkmalgerecht zu renovieren und in ihm das Standesamt stilvoll unterzubringen. Der Empfangssaal des Prinzen Josias dient seitdem als Trauzimmer, in den anderen Räume sind Büros und das Archiv untergebracht. Im Josias-Garten wurde in den 1990er Jahren Coburgs größter Biergarten eingerichtet, sehr zum Leidwesen einiger Anwohner, die wegen der allabendlichen Geräuschkulisse bisher vergeblich versuchten, den Betrieb einstellen zu lassen.